# 부채게상과
부채게상과(Xanthoidea)는 십각목에 속하는 게 상과의 하나이다. 현존하는 3개 과로 이루어져 있다. 이전에는 여러 과들이 부채게상과에 포함되었으나 이제는 다른 상과로 분리되어 분류되고 있다. 분리된 상과들은 붉은무늬부채게상과, 에리피데스상과, 헥사푸스상과, 애기털보부채게상과, 산호게상과 등이다. 그럼에도 불구하고, 부채게상과는 가장 풍부한 종을 지닌 게 상과의 하나이다.

## 분류
- 부채게과 (Xanthidae)
- Panopeidae
- Pseudorhombilidae